# Dorum
Dorum község Németországban, Alsó-Szászországban, a Cuxhaveni járásban. Lakosainak száma 4027 fő (2023. december 31.).